# زودل (مقاطعة فومن)
زودل (بالفارسية: زودل) هي قرية تقع في غيلان في إيران. يقدر عدد سكانها بـ 33 نسمة بحسب إحصاء 2016.